# Krzanowitz
Krzanowitz (polnisch Krzanowice, 1934–1945 Erlengrund) ist ein Stadtteil der Stadt Oppeln in Polen. Bis 2016 lag die oberschlesische Ortschaft in der Gemeinde Groß Döbern im Powiat Opolski (Landkreis Oppeln).

## Geographie

### Geographische Lage
Das Straßendorf Krzanowitz liegt acht Kilometer südöstlich vom ehemaligen Gemeindesitz Groß Döbern und sechs Kilometer nördlich von der Kreisstadt und Woiwodschaftshauptstadt Oppeln. Krzanowitz liegt in der Nizina Śląska (Schlesischen Tiefebene) innerhalb der Pradolina Wrocławska (Breslauer Urstromtal). Südlich des Ortes verläuft die Landesstraße Droga krajowa 46.

### Nachbarorte
Nachbarorte von Krzanowitz sind im Westen der Oppelner Stadtteil Wróblin (Frauendorf), im Nordwesten Czarnowanz (Czarnowąsy), im Osten Kępa (Kempa) und im Süden Oppeln.

## Geschichte
Krzanowitz wurde 1450 erstmals urkundlich erwähnt.
Nach dem Ersten Schlesischen Krieg 1742 fiel Krzanowitz mit dem größten Teil Schlesiens an Preußen.
Nach der Neuorganisation der Provinz Schlesien gehörte die Landgemeinde Krzanowitz ab 1816 zum Landkreis Oppeln im Regierungsbezirk Oppeln. 1861 lebten 152 Einwohner im Ort. 1865 zählte das Dorf neun Gärtner, zwei Ackerhäusler, sechs Einlieger sowie eine Mühle. Eingeschult waren die Bewohner nach Czarnowanz. 1874 wurde der Amtsbezirk Czarnowanz gegründet, welcher aus den Landgemeinden Borrek, Czarnowanz, Frauendorf und Krzanowitz und den Gutsbezirken Czarnowanz Domäne und Krzanowitz Domäne bestand.
Bei der Volksabstimmung in Oberschlesien am 20. März 1921 stimmten 61 Wahlberechtigte für einen Verbleib bei Deutschland und 74 für Polen. Krzanowitz verblieb beim Deutschen Reich. 1925 lebten im Ort 212 Einwohner. Am 19. Februar 1934 wurde der Ort in Erlengrund umbenannt. Am 1. April 1937 wurde Krzanowitz nach Frauendorf eingegliedert. Bis 1945 befand sich der Ort im Landkreis Oppeln.
1945 kam der bisher deutsche Ort unter polnische Verwaltung und wurde in Krzanowice umbenannt und der Woiwodschaft Schlesien angeschlossen. 1950 kam der Ort zur Woiwodschaft Oppeln. 1999 kam der Ort zum wiedergegründeten Powiat Opolski. Am 22. April 2009 wurde in der Gemeinde Groß Döbern, der Krzanowitz angehörte, Deutsch als zweite Amtssprache eingeführt und am 1. Dezember 2009 erhielt der Ort zusätzlich den amtlichen deutschen Ortsnamen Krzanowitz. Zum 1. Januar 2017 wurde Krzanowitz in die Stadt Oppeln eingemeindet.

## Sehenswürdigkeiten
- Bildstock
- Glockenturm mit Heiligenfiguren
- Gedenkstein zur 550-Jahr-Feier